# Neoserixia
Neoserixia är ett släkte av skalbaggar. Neoserixia ingår i familjen långhorningar.
Kladogram enligt Catalogue of Life:
| Neoserixia | \| \| Neoserixia delicata \| \| \| \| \| \| Neoserixia longicollis \| \| \| \| \| \| Neoserixia pulchra \| \| \| \| \| \| Neoserixia schwarzeri \| \| \| \| |
|            | \| \| Neoserixia delicata \| \| \| \| \| \| Neoserixia longicollis \| \| \| \| \| \| Neoserixia pulchra \| \| \| \| \| \| Neoserixia schwarzeri \| \| \| \| |
|            | Neoserixia delicata |
|            | |
|            | Neoserixia longicollis |
|            | |
|            | Neoserixia pulchra |
|            | |
|            | Neoserixia schwarzeri |
|            | |